# George Sutherland-Leveson-Gower (5e duc de Sutherland)
Pour les articles homonymes, voir George Sutherland-Leveson-Gower.
George Granville Sutherland-Leveson-Gower, 5e duc de Sutherland, (29 août 1888 - 1er février 1963), titré comte Gower jusqu'en 1892 et marquis de Stafford entre 1892 et 1913, est un courtisan britannique, patron de l'industrie cinématographique et homme politique conservateur de la famille Leveson-Gower. Il occupe une fonction mineure dans les gouvernements conservateurs de Bonar Law et Stanley Baldwin dans les années 1920 et est plus tard Lord-intendant de 1935 à 1936. Il est également un mécène de l'industrie cinématographique britannique avec le Sutherland Trophy nommé en son honneur.

## Carrière
Sutherland est le fils aîné de Cromartie Sutherland-Leveson-Gower (4e duc de Sutherland), de Millicent St Clair-Erskine, fille de Robert St Clair-Erskine (4e comte de Rosslyn). Il est né à Cliveden House, Buckinghamshire, en 1888 et fait ses études à la Summer Fields School d'Oxford et au Collège d'Eton.
Il sert dans l'armée régulière en tant que lieutenant dans les Royal Scots Greys de 1909 à 1910, et plus tard dans la Force territoriale en tant que capitaine dans le 5e bataillon des Seaforth Highlanders de 1910 à 1912. À partir de 1914, il est colonel honoraire du même bataillon.
Plus tard, il entre dans la Royal Naval Reserve, avec laquelle il sert pendant la Première Guerre mondiale, arrivant au grade de commandant. En 1914, il commande le HMT et sert dans la mission militaire britannique en Belgique en 1914-1915. De 1915 à 1917, il commande la flottille à moteur naviguant entre l'Égypte et la mer Adriatique. Il reçoit l'Ordre de la Couronne d'Italie.

## Carrière politique
Sutherland succède à son père dans le duché en 1913 et prend son siège à la Chambre des lords. La même année, il est nommé Lord Lieutenant de Sutherland (succédant à son père), poste qu'il conserve jusqu'en 1944. Il est Lord Haut-Commissaire à l'Assemblée générale de l'Église d'Écosse en 1921, puis sert dans les gouvernements conservateurs de Bonar Law et Stanley Baldwin comme Sous-secrétaire d'État de l'air de 1922 à 1924, en tant que Paymaster-General de 1925 à 1928, et comme sous-secrétaire d'État à la guerre de 1928 à 1929. Il est nommé chevalier du chardon en 1929. En 1936, il est admis au Conseil privé et nommé Lord-intendant, poste qu'il occupe jusqu'en 1937. Dans la dernière année, il porte l'orbe lors du couronnement du roi George VI.
Sutherland est le premier président du British Film Institute, de 1933 à 1936, et en reste le patron jusqu'à sa mort. À partir de 1958, le BFI décerne le Sutherland Trophy, qui porte son nom, au «réalisateur du film le plus original et imaginatif présenté au Théâtre National de l’année» .

## Famille
Sutherland épouse Eileen Gwladys Butler, fille de Charles Butler, 7e comte de Lanesborough, le 11 avril 1912. Après sa mort en 1943, il épouse Clare Josephine O'Brian (1903–1998) le 1er juillet 1944. Sutherland est décédé en 1963, âgé de 74 ans, sans descendance. Ses titres de comte de Sutherland et de lord de Strathnaver passent à sa nièce, Elizabeth Sutherland, 24e comtesse de Sutherland, fille unique d'Alastair Sutherland-Leveson-Gower, tandis que le reste de ses titres passent à un parent éloigné, le comte d'Ellesmere.